# Naskalnik kędzierzawy
Naskalnik kędzierzawy (Julidochromis ornatus) – gatunek słodkowodnej ryby z rodziny pielęgnicowatych (Cichlidae). Hodowany w akwariach.

## Występowanie
Gatunek endemiczny jeziora Tanganika. Spotykany w strefie skalnego litoralu w południowej i północnej części jeziora.

## Opis
Wydłużony, walcowaty kształt ciała z wysoką płetwą grzbietową i grubymi, miękkimi wargami. Na złoto-żółtym (u rasy północnej) lub złoto-zielonkawym (u rasy południowej) tle wzdłuż całego ciała ciągną się trzy brunatno-czarne pasy. Dolny pas kończy się ciemną plamą na nasadzie ogona. Płetwy brzuszne niebiesko obrzeżone, Krawędzie płetw nieparzystych prawie czarne. Osiągają 8 cm długości. U osobnika stojącego najwyżej w hierarchii barwy jaskrawe stają się ciemniejsze.
Dymorfizm płciowy: u samców występuje mały guz tłuszczowy.
Gatunek zaliczany do grupy szczelinowców. Potrzebują skalistego wystroju akwarium, z wieloma szczelinami dającymi im schronienie. Każdy osobnik musi mieć możliwość obrania własnej kryjówki. W przeciwnym wypadku dochodzi do częstych walk. Źle znoszą zmiany wystroju zbiornika. Ryba terytorialna, agresywna (agresja wewnątrz- i zewnątrzgatunkowa), wykazująca zwiększoną agresję w okresie tarła. Samica składa ikrę na sklepieniu groty. Zachowania rozrodcze podobne jak u naskalnika Dickfelda.
| Zalecane warunki w akwarium | Zalecane warunki w akwarium |
| --------------------------- | --------------------------- |
| Zbiornik                    | średni, minimum 60 cm       |
| Temperatura wody            | 24–27 °C                    |
| Twardość wody               | twarda 8–25°n               |
| Skala pH                    | 7,3–8,8                     |
| Pokarm                      | żywy, mrożony i suchy       |